# Janvilliers
Janvilliers ist eine französische Gemeinde mit 159 Einwohnern (Stand: 1. Januar 2022) im Département Marne in der Region Grand Est (bis 2015 Champagne-Ardenne). Die Gemeinde gehört zum Arrondissement Épernay und zum 1996 gegründeten Gemeindeverband Brie Champenoise. Die Bewohner werden Janvillarois genannt.

## Geografie
Janvilliers liegt 20 Kilometer nördlich von Sézanne, 50 Kilometer westlich von Châlons-en-Champagne und etwa 95 Kilometer östlich von Paris in der Brie am Westrand der Champagne sèche, der „trockenen Champagne“. Das 8,82 km² umfassende Gemeindegebiet ist waldlos und zeichnet sich durch von großflächigen Äckern bedeckte sanfte Hügel aus. Der Russeau de la Fontaine Noire an der Nordostgrenze ist das einzige Fließgewässer in der Gemeinde. Starkregen können aber nach Nordwesten über die Dhuis und den Surmelin zur Marne abfließen. Der Hügel Hauts de Brayes ist mit 236 m über dem Meer der höchste Punkt in der Gemeinde. Nahe diesem steht der Wasserturm von Janvilliers. Zur Gemeinde zählen die Weiler La Marlière, La Duretterie, La Boularderie und La Roquetterie. Umgeben wird Janvilliers von den Nachbargemeinden Margny im Norden, La Chapelle-sous-Orbais im Nordosten, Fromentières im Osten, Le Thoult-Trosnay im Süden, Vauchamps im Westen sowie Montmirail im Nordwesten.

## Geschichte
Janvilliers lag 1814 inmitten des Gebietes der Schlacht bei Vauchamps.

### Bevölkerungsentwicklung
| Jahr      | 1962 | 1968 | 1975 | 1982 | 1990 | 1999 | 2006 | 2012 | 2021 |
| Einwohner | 113  | 120  | 99   | 89   | 104  | 105  | 118  | 157  | 166  |

Im Jahr 1851 wurde mit 229 Bewohnern die bisher höchste Einwohnerzahl ermittelt. Die Zahlen basieren auf den Daten von cassini.ehess und INSEE.

## Sehenswürdigkeiten
- Kirche Saint-Léger (St. Leodegard)
- Lavoir (Waschhaus)
- Wasserturm

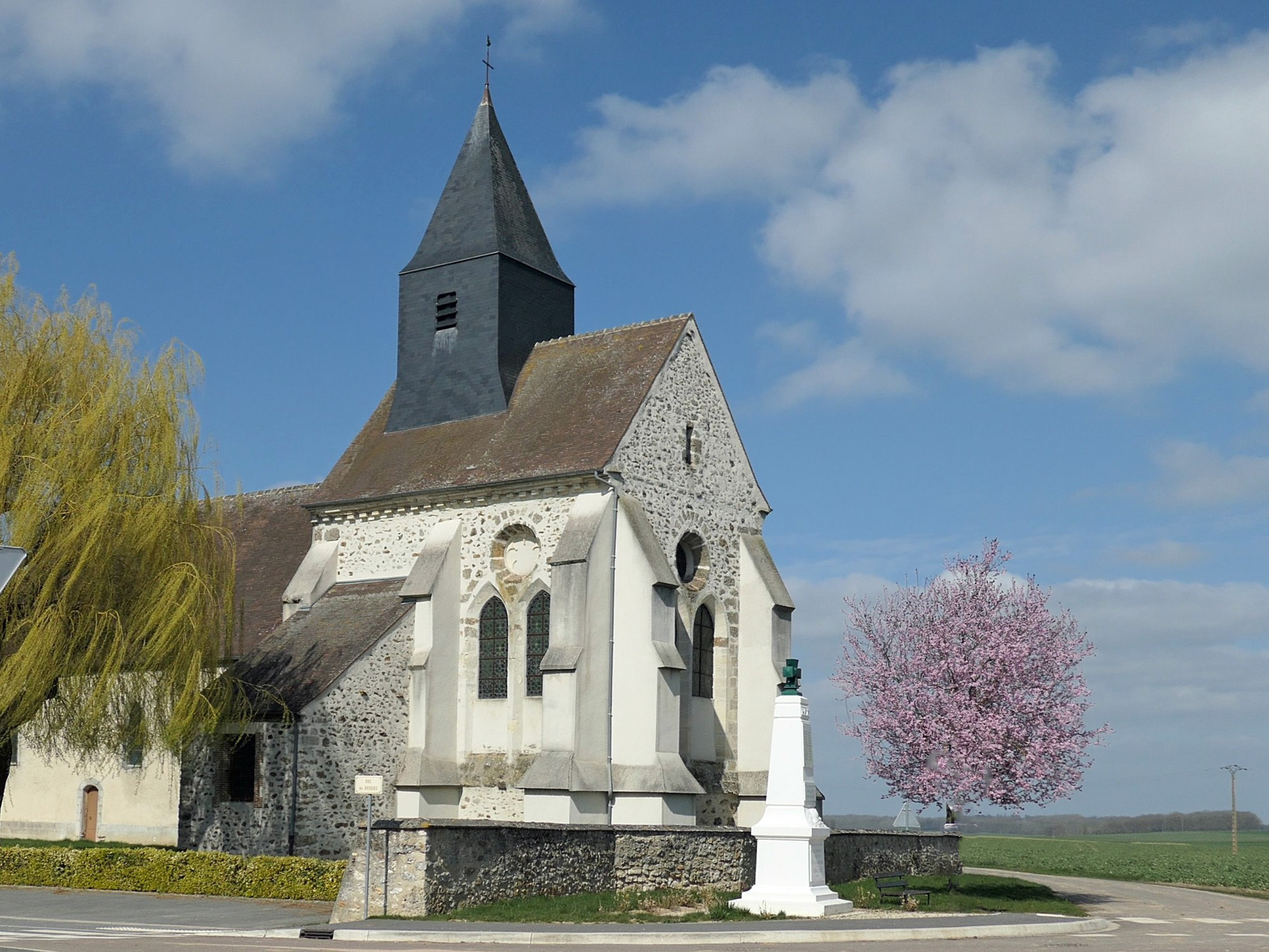
Kirche Saint-Léer

## Wirtschaft und Infrastruktur
Am Südrand der Gemeinde Janvilliers befindet sich eine Erdölquelle. Diese wird ausgebeutet vom Unternehmen Géopétrol S.A. mit Sitz im Ortsteil La Boularderie. Die Quelle ist Teil eines kleinen Ölfeldes, das sich hauptsächlich unter dem Gebiet der Nachbargemeinde Vauchamps ausbreitet.
In Janvilliers sind zehn Landwirtschaftsbetriebe ansässig (Getreideanbau, Viehzucht).
Durch den Süden der Gemeinde Janvilliers führt die Fernstraße D 933 (frühere Route nationale 3) von Meaux über Montmirail nach Châlons-en-Champagne. In der 20 Kilometer südlich gelegenen Stadt Sézanne besteht ein Anschluss an die teilweise autobahnartig ausgebaute Route nationale 4 von Paris nach Nancy.